# Eduardo García Maroto
Eduardo García Maroto (* 14. Dezember 1903 in Jaén; † 26. November 1989 in Madrid) war als Filmregisseur, Drehbuchautor, Filmeditor, Schauspieler und Produktionsleiter einer der Pioniere des spanischen Kinos.

## Leben
García Maroto ging früh nach Madrid, wo er ab 1923 bei der „Madrid Films“ arbeitete, auch als Schauspieler z. B. in Filmen wie Las de Méndez (1927) oder Viva Madrid que es mi pueblo (1928) von Fernando Delgado. Etwas später ging er zu den Bobis-Studios in Paris, wo er mit dem frühen Tonfilm konfrontiert wurde; schließlich arbeitete er als Editor in der Abteilung Filmschnitt bei der Filmgesellschaft CEA.
Er war in technischer wie künstlerischer Hinsicht ein Weichensteller der Filmproduktion seines Heimatlandes und brachte neben Mitstreitern wie Valeriano León und Miguel Mihura soziale, politische und humanistische Aspekte in den spanischen Film ein. Ab 1934 tat er das in der Eigenschaft als Regisseur: Für die CIFESA inszenierte er in diesem Jahr La hija del penal und die Kurzfilme Una de fieras, Y, ahora, una de ladrones und Una de miedo. Während des Spanischen Bürgerkrieges wirkte er in Portugal an Dokumentarfilmen, bis er 1939, wieder in Spanien, Los cuatro Robinsones mit Darstellern wie Antonio Mico, Alberto Romea und Mary Santpere inszenierte. Zwei Jahre später entstand mit Oro vil ein früher europäischer Western. 1945 erhielt er wieder einen Vertrag im Nachbarland, wo Dokumentarstoffe (A Mantilha de Beatriz, 1946) und Spielfilme (Um Homem às Direitas, 1945 und Não Há Rapazes Maus, 1948) entstanden.
Für internationale Großproduktionen unter Hollywood-Beteiligung wie Stolz und Leidenschaft, Salomon und die Königin von Saba, Spartacus und Patton – Rebell in Uniform, die in Spanien gedreht wurden, war García Maroto ab Mitte der 1950er Jahre als Produktionsleiter aktiv.
Neben seinen filmischen Tätigkeiten führte García Maroto Regie beim Theaterstück Los Amantes de Teruel und wirkte als Kritiker für Bühne und Leinwand. Für seine Kritiken in ABC und der Zeitschrift Hermano Lobo verwendete er das Pseudonym Marisa Barba.
2005 entstand ein Dokumentarfilm über sein Leben.
1955 hatte García Maroto den Preis der spanischen Filmautoren für das Drehbuch zu Tres eran tres erhalten.

## Filmografie (Auswahl)

### Regisseur
- 1934: La hija del penal
- 1941: Oro vil
- 1945: Um Homem às Direitas
- 1948: Não Há Rapazes Maus
- 1955: Tres eran tres